# 군우리 전투
군우리 전투(한자: 軍隅里戰鬪) 또는 와원 전투(중국어 간체자: 瓦院战斗, 병음: Wǎ Yuàn Zhàn Dòu)는 1950년 11월 27일부터 29일까지 오늘날 와원 인근에서 벌어진 6.25 전쟁의 주요 전투 중 하나이다. 청천강 전투에서 미국 제8군의 우측 부대가 궤멸한 이후, 중국인민지원군의 제38군은 중요한 요충지인 군우리로 빠르게 진격하여 유엔군의 철수로를 차단하려고 했다. 이 전투는 튀르키예 독립 전쟁 이후 튀르키예군이 처음으로 벌인 전투이기도 했는데, 터키 여단은 중국인민지원군을 와원에서 지연시키려고 했다. 튀르키예 여단은 수적으로 우세한 중국군에게 포위되어 전투가 어려웠지만, 그들은 중국군의 포위를 돌파하여 미국 제2보병사단과 다시 합류할 수 있었다. 튀르키예군의 완강한 저항으로 인해 중국인민지원군의 공격이 지연되면서 다른 유엔군 부대는 큰 피해를 입지 않은 채 철수할 수 있었고, 이후 12월에 재집결할 수 있었다.

## 배경
1950년 중반 조선인민군의 궤멸 이후 중화인민공화국은 중국인민지원군을 파병하여 유엔군과 맞서 싸웠다. 유엔군은 당시 한중 국경에 거의 근접해 있었다. 하지만 일련의 기습 공격을 통해, 중국인민지원군은 대한민국 제2군단을 섬멸함으로써, 미국 제8군의 우익을 붕괴시켰고, 1950년 11월 4일 압록강 진격을 목표로 하던 유엔군의 공세는 지연되었다. 이러한 결점에도 불구하고, 더글러스 맥아더 장군은 단념하지 않고 1950년 11월 24일 제8군에게 새로운 공세를 개시하라는 명령을 내렸다. 새로 도착한 튀르키예 여단은 공세의 일환으로 미국 제9군단의 예비부대가 되었고, 제8군의 공격축의 중심에 배치되었다.
맥아더의 낙관에도 불구하고, 11월 25일 밤 중국인민지원군은 대규모 반격을 감행했다. 제8군을 상대로 거두었던 이전의 승리를 바탕으로, 중국인민지원군은 다시 대한민국 2군단을 공격하였고, 11월 26일 유엔군의 우익은 완전히 붕괴되었다. 중국인민지원군 사령관 펑더화이는 이 상황에 고무되어 제38군에게 유엔군의 우익에서 서쪽으로 진격하여 군우리에서 미국 제9군단의 철수로를 차단할 것을 지시했다. 이에 맞서서 제9군단은 튀르키예 여단에게 11월 26일 군우리 동쪽으로 진격할 것을 명령했다.
튀르키예 병사들은 영어나 한국어를 모두 이해할 수 없었기에,터키 여단의 파병 이후에도 상황은 더욱 악화되었고, 중국인민지원군 부대에 대한 정확한 정보가 부족했기 때문에, 전투는 더욱 혼돈에 싸이게 되었다. 터키 여단은 제9군단의 지시를 잘못 이해하여 동쪽으로 진격하는 동안 시골에서 장거리 행군을 할 수 밖에 없었다. 1950년 11월 26일 덕천에서 도주하던 대한민국 제6보병사단과 제7보병사단은 와원에 처음 도착한 튀르키예 여단 2개 대대의 공격을 받았는데, 이는 튀르키예군이 대한민국 국군을 중국군으로 착각한 것이 원인이었다. 아군 간의 오인 사격으로 20명의 대한민국 국군이 사망하고 4명이 부상을 입었으며, 튀르키예군도 14명의 사망자와 6명의 부상자가 발생했다.
잘못된 정보로 인해, 튀르키예군은 중국군을 도로변에서 조우할 것이라 예상하고 있었다. 미국 및 유럽 언론들은 튀르키예이 중공군을 상대로 승리를 거두었다고 보고했고, 뉴스가 발표된 이후 정확한 사실이 미국 언론에게 유출되었음에도 미국 언론은 보도를 정정하려고 들지 않았다. 11월 27일, 탈진한 튀르키예 여단은 군우리 동쪽의 와원에 입성했다. 여단장 타흐신 야즈즈가 여단을 이끌었다. 타흐신 중령은 튀르키예군에게 반원의 교두보를 동북쪽으로 설치하라고 지시했다.

## 전투
11월 27일 밤, 진격하는 38군의 114사단은 튀르키예 여단의 정찰 소대를 매복 공격하여 파괴했고, 이 과정에서 여단 전체에 경고를 보냈다. 중국군의 공격이 임박했음을 알고, 여단의 선봉 대대는 와원으로 이어지는 도로에 빠르게 방어 진지를 구축했다. 그들은 곧 PVA 114사단 342연대와 맞닥뜨렸고, 중국군은 튀르키예 방어선을 돌파하기 위해 공격을 집중했다. 튀르키예군의 맹렬한 사격은 중국군의 진격을 격퇴했지만, 공격하는 PVA 연대는 방어군의 좌익으로 계속 확산되었다. 11월 28일 해질녘까지 선봉 대대 전체가 중국군에게 포위되었고, 칼과 총검 전투가 이어져 400명의 튀르키예군 사상자가 발생했다. 와원이 중국군이 점령한 언덕으로 둘러싸여 있음을 확인한 야즈즈는 튀르키예 여단에게 서쪽으로 5 킬로미터 (3.1 mi) 떨어진 신임리 마을로 철수하라고 명령했다.
튀르키예 여단이 밤에 철수하자, PVA 342연대는 뒤를 바짝 쫓았다. 신임리에 도착하자마자 중국군은 후방 포병 부대와 3대대에 기습 공격을 가하여 여단을 즉시 차단했다. 동시에 튀르키예 사령부와 각 대대 간의 통신이 두절되어 여단 전체가 외부와 고립되었다. 어려움에도 불구하고, 포위된 튀르키예군은 탄약이 바닥날 때까지 완강하게 싸웠다. 치열한 전투로 인해 중국군은 340연대를 투입하여 342연대를 증원해야 했다. 격렬한 전투에도 불구하고, 튀르키예군은 11월 29일 아침까지 거의 압도당할 뻔했고, 시의적절한 공습만이 튀르키예군이 포위망을 벗어날 수 있도록 했다. 전투의 여파로 튀르키예 여단은 완전히 분열되었고, 대부분의 장비와 차량을 잃었다.
미 제2보병사단이 11월 28일 밤 군우리에 진입하면서, 튀르키예 여단의 잔존 병력은 군우리로 후퇴하여 미 제2보병사단 소속 제38보병연대 (미국)와 합류했다.
미 제9군단이 안전하게 군우리로 후퇴했지만, 튀르키예 여단의 시련은 끝나지 않았다. 11월 29일, 신임리에서 쫓겨난 튀르키예군이 완전히 혼란스러운 상태로 후퇴하고 있었고, 제38보병연대는 군우리로 힘겹게 들어오는 매복 공격 생존자들을 발견했다. 11월 29일 오후까지 PVA 114사단은 38군 소속 112사단과 합류하여 튀르키예 여단과 미 38연대를 다시 공격했으며, 114사단은 개천강을 따라 38보병연대의 우익에 있는 튀르키예 여단을 공격했다. 중국군은 개천강 남쪽 둑을 따라 공격하여 유엔군 후방 지역에서 강을 건너 튀르키예군의 측면을 공격했다. 이러한 전개를 인지한 타흐신 야즈즈는 철수를 명령했고, 이로 인해 38보병연대의 우익이 완전히 노출되었다. 봉명리에서의 튀르키예군 패배는 혼란을 야기했는데, 튀르키예군의 후퇴로 38보병연대의 우익이 노출되었고, 혼란스러운 튀르키예군 후퇴 병력은 조지 B. 페플로 대령이 노출된 측면을 방어하라고 명령했음에도 불구하고 1대대가 38보병연대의 측면에 자리를 잡는 것을 막았다. 동시에 38군 소속 113사단은 남쪽에서 군우리를 차단하여 군우리에서 미 2사단과 튀르키예 여단을 완전히 포위했다. 이어진 미 2사단과의 전투와 철수 과정에서 튀르키예 여단은 병력의 20%가 사상자가 되어 전투 부대로서 사실상 파괴되었다.

## 논란
역사학자 클레이 블레어는 튀르키예 여단이 "과대평가된 미숙한 부대"로 "망가지고 문제투성이"였다고 믿었으며, 미국 제8군의 우익을 지켜주지 않은 것에 대해 튀르키예 여단을 비난했다. 하지만 역사학자 베빈 알렉산더는 와원과 군우리 사이에 있던 유일한 유엔군 부대가 튀르키예 여단이었고, 미국 제2보병사단이 철수하기 전에 중국군이 군우리를 점령할 수 없었다는 것은 튀르키예 여단이 그들의 원래 목표를 달성하고 미국 제9군단의 철수를 엄호했음을 의미한다고 밝혔다.

## 전투 이후
튀르키예 여단은 군우리 전투에서 큰 손실을 입었지만, 미국 제8군 사령부는 튀르키예 여단의 희생을 기렸다. 1950년 12월 13일 미국 제8군 사령관 월턴 워커는 튀르키예 여단이 중국군에 맞서 보여준 행동을 기려 15개의 은성훈장과 동성훈장을 수여했다.

## 관련 작품
- 아일라

## 같이 보기
- 청천강 전투
- 튀르키예 여단
- 중국인민지원군